# Saint-Froult
Saint-Froult est une commune du sud-ouest de la France, située dans le département de la Charente-Maritime (région Nouvelle-Aquitaine).

## Géographie
Saint-Froult est une petite commune littorale, bordée par l'océan Atlantique, située dans le centre-ouest de la Charente-Maritime.
Sur un plan plus général, la commune de Saint-Froult est localisée dans la partie sud-ouest de la France, au centre de la côte atlantique dont elle est riveraine, faisant partie du « Midi atlantique ».
À Saint-Froult, les paysages de la commune sont formés d’espaces du littoral, de la mer et des marais. La commune comporte 3 kilomètres de côtes, 5 kilomètres de cours d'eau et dispose de 65 % de surface de zones humides dont 65 % de marais maritimes (marais de Brouage).
Au nord-est de la commune se trouvent quelques claires dédiées à l'ostréiculture ; le sud-est de la commune fait partie de la réserve naturelle nationale de Moëze-Oléron. Entre les deux se trouve la plage de Plaisance et la côte de Monportail. La commune est traversée par de nombreux canaux et son altitude n'excède pas dix mètres.

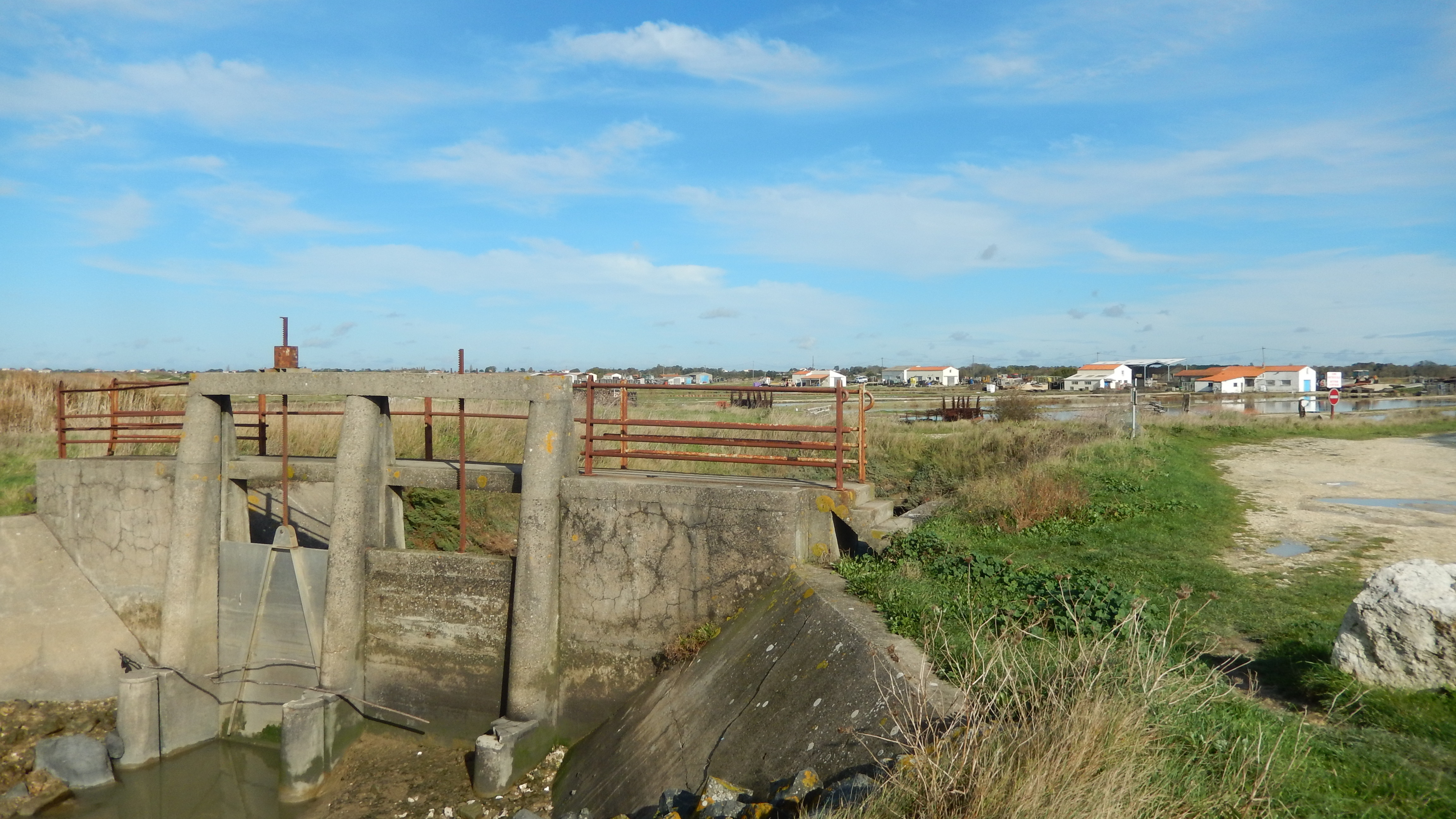
Les claires et l'écluse de Monportail.
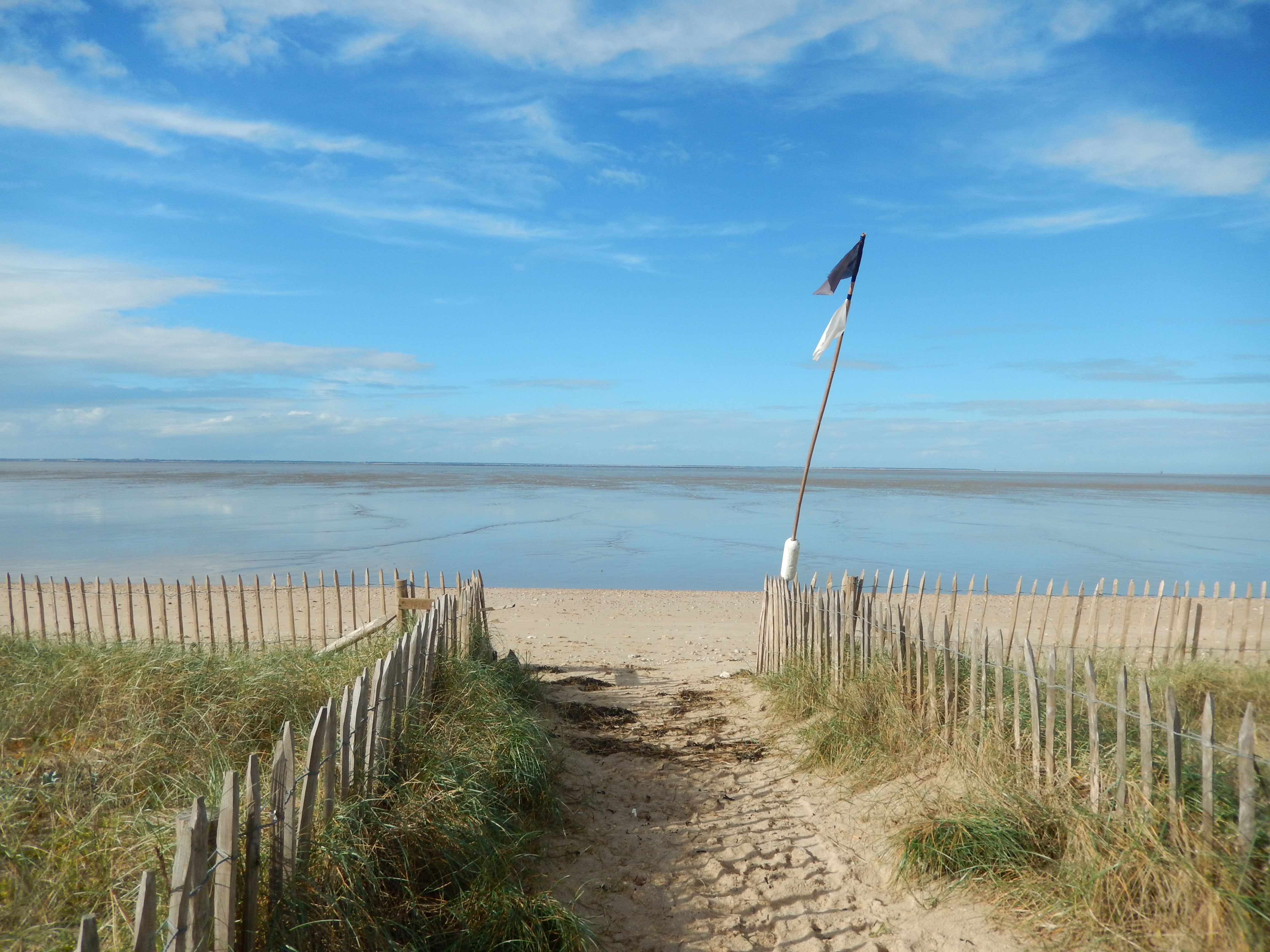
La plage de Plaisance.
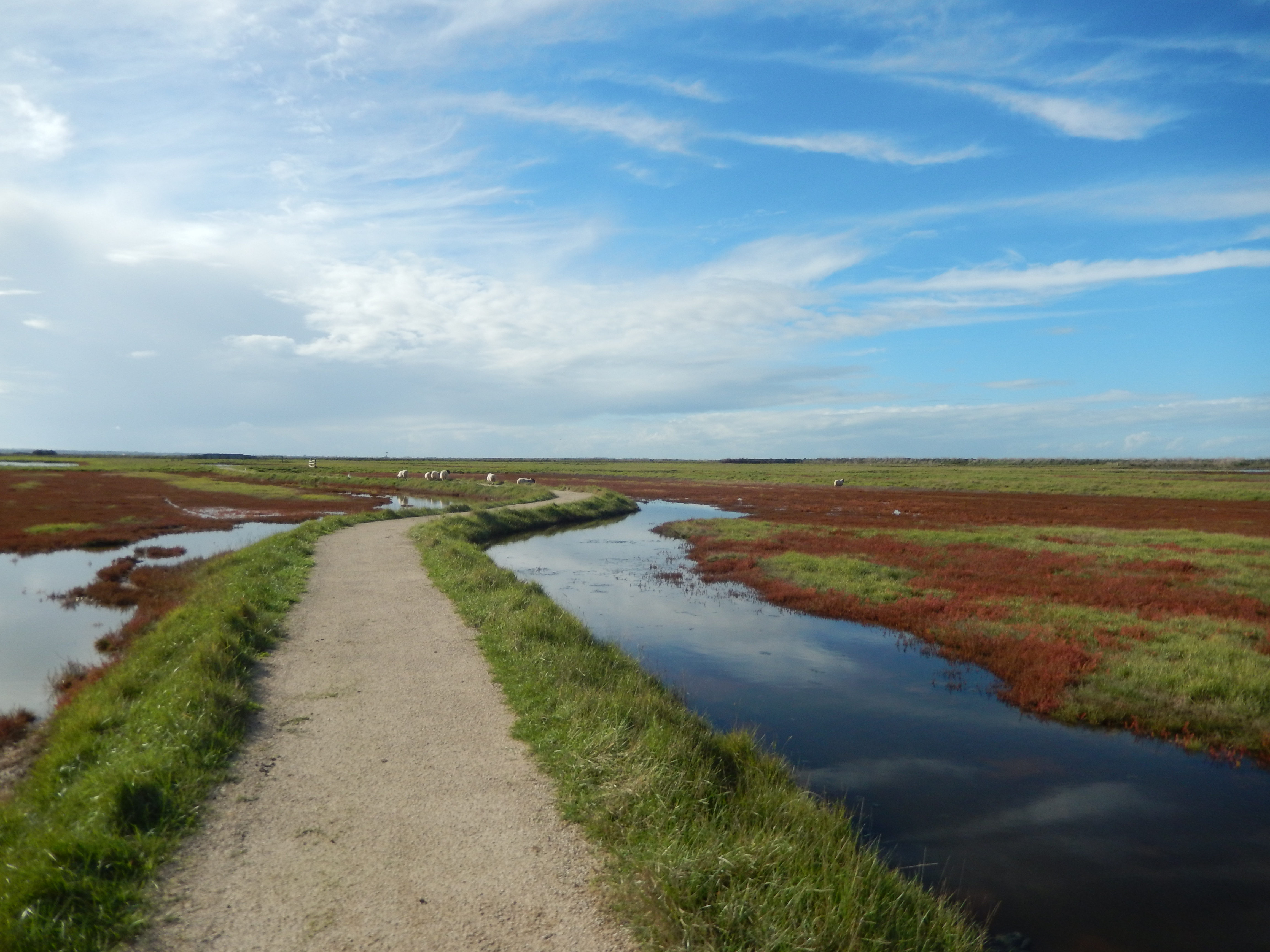
Les polders dans la réserve de Moëze-Oléron.

### Communes limitrophes
|                  | Port-des-Barques |                            |
| Océan Atlantique | Saint-Froult     | Saint-Nazaire-sur-Charente |
|                  | Moëze            |                            |

## Urbanisme

### Typologie
Au 1er janvier 2024, Saint-Froult est catégorisée commune rurale à habitat dispersé, selon la nouvelle grille communale de densité à 7 niveaux définie par l'Insee en 2022.
Elle est située hors unité urbaine. Par ailleurs la commune fait partie de l'aire d'attraction de Rochefort, dont elle est une commune de la couronne,. Cette aire, qui regroupe 33 communes, est catégorisée dans les aires de 50 000 à moins de 200 000 habitants,.
La commune, bordée par l'océan Atlantique, est également une commune littorale au sens de la loi du 3 janvier 1986, dite loi littoral. Des dispositions spécifiques d’urbanisme s’y appliquent dès lors afin de préserver les espaces naturels, les sites, les paysages et l’équilibre écologique du littoral, tel le principe d'inconstructibilité, en dehors des espaces urbanisés, sur la bande littorale des 100 mètres, ou plus si le plan local d’urbanisme le prévoit.

### Occupation des sols
L'occupation des sols de la commune, telle qu'elle ressort de la base de données européenne d’occupation biophysique des sols Corine Land Cover (CLC), est marquée par l'importance des territoires agricoles (88,8 % en 2018), en diminution par rapport à 1990 (97,8 %). La répartition détaillée en 2018 est la suivante : 
terres arables (62,7 %), prairies (26 %), zones humides côtières (7,3 %), zones urbanisées (3,9 %). L'évolution de l’occupation des sols de la commune et de ses infrastructures peut être observée sur les différentes représentations cartographiques du territoire : la carte de Cassini (XVIIIe siècle), la carte d'état-major (1820-1866) et les cartes ou photos aériennes de l'IGN pour la période actuelle (1950 à aujourd'hui).

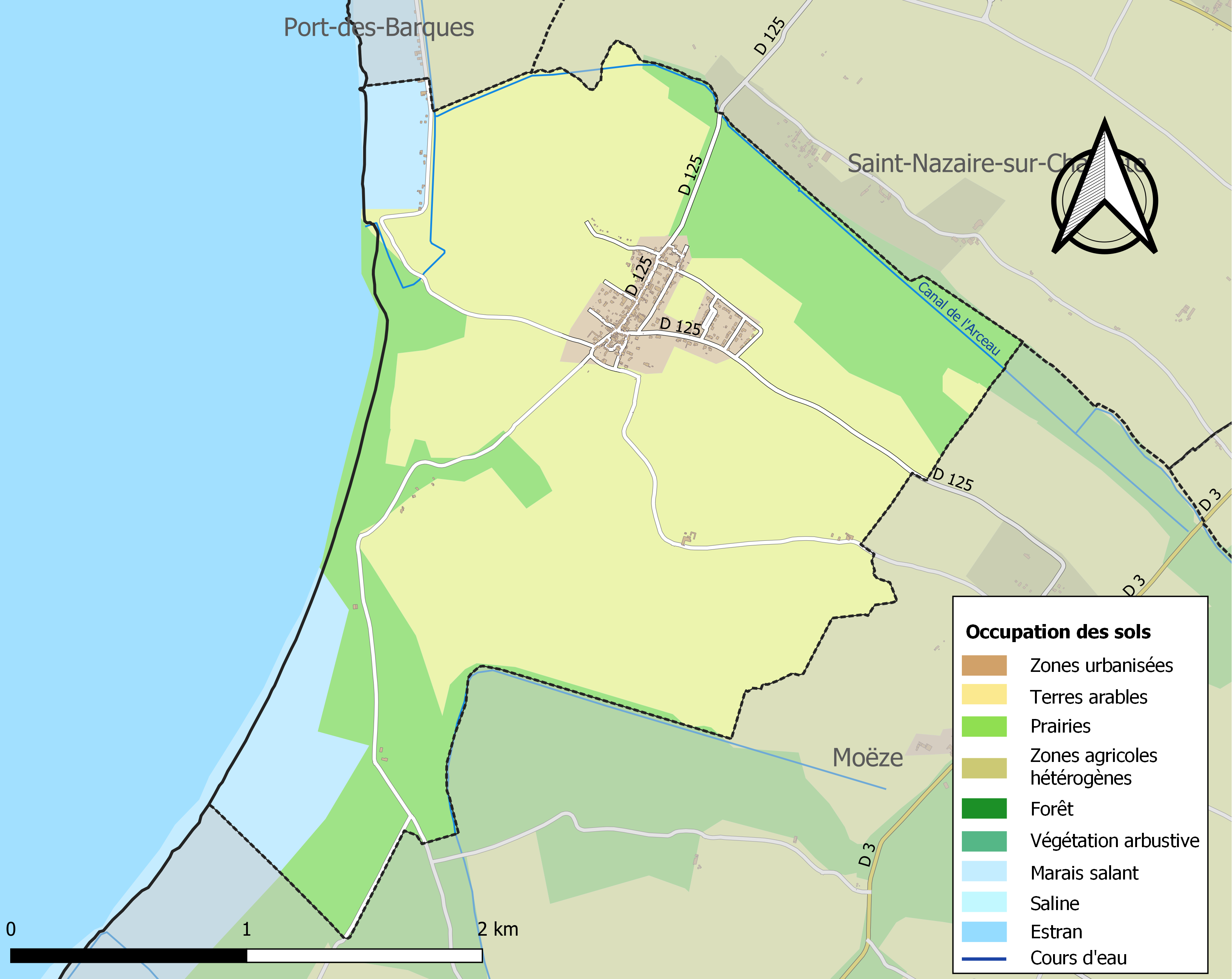
Carte des infrastructures et de l'occupation des sols de la commune en 2018 (CLC).

### Risques majeurs
Le territoire de la commune de Saint-Froult est vulnérable à différents aléas naturels : météorologiques (tempête, orage, neige, grand froid, canicule ou sécheresse), inondations, mouvements de terrains et séisme (sismicité modérée). Il est également exposé à un risque technologique,  le transport de matières dangereuses. Un site publié par le BRGM permet d'évaluer simplement et rapidement les risques d'un bien localisé soit par son adresse soit par le numéro de sa parcelle.

#### Risques naturels
La commune fait partie du territoire à risques importants d'inondation (TRI) du littoral charentais-maritime, regroupant 40 communes concernées par un risque de submersion marine de la zone côtière, un des 21 TRI qui ont été arrêtés fin 2012 sur le bassin Adour-Garonne et confirmé en 2018 lors du second cycle de la Directive inondation, mais annulé en 2020. Les submersions marines les plus marquantes des XXe et XXIe siècles antérieures à 2019 sont celles liées à la tempête du 9 février 1924, à la tempête du 15 février 1957, aux tempêtes Lothar et Martin des 26 et 27 décembre 1999 et à la tempête Xynthia des 27 et 28 février 2010. D’une violence exceptionnelle, la tempête Xynthia a fortement endommagé le littoral de la Charente Maritime : douze personnes ont perdu la vie (essentiellement par noyade), des centaines de familles ont dû être relogées, et, sur un linéaire de l’ordre de 400 km de côte et de 225 km de défenses contre la mer, environ la moitié de ces ouvrages a subi des dommages plus ou moins importants. C’est environ 5 000 à 6 000 bâtiments qui ont été submergés et 40 000 ha de terres agricoles. La commune a été reconnue en état de catastrophe naturelle au titre des dommages causés par les inondations et coulées de boue survenues en 1982, 1999 et 2010,.

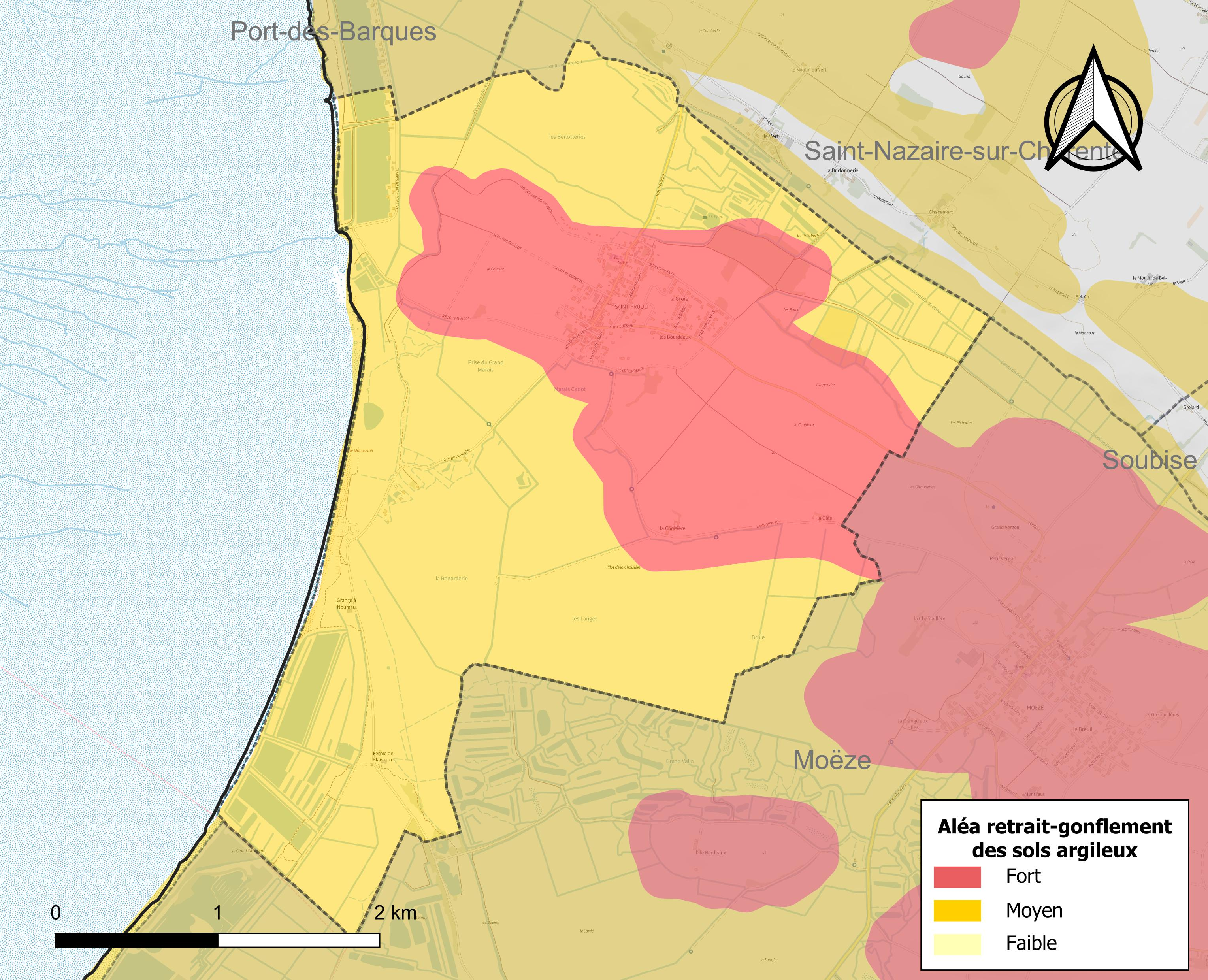
Carte des zones d'aléa retrait-gonflement des sols argileux de Saint-Froult.

Les mouvements de terrains susceptibles de se produire sur la commune sont des tassements différentiels.
Le retrait-gonflement des sols argileux est susceptible d'engendrer des dommages importants aux bâtiments en cas d’alternance de périodes de sécheresse et de pluie. 99,9 % de la superficie communale est en aléa moyen ou fort (54,2 % au niveau départemental et 48,5 % au niveau national). Sur les 200 bâtiments dénombrés sur la commune en 2019,  200 sont en aléa moyen ou fort, soit 100 %, à comparer aux 57 % au niveau départemental et 54 % au niveau national. Une cartographie de l'exposition du territoire national au retrait gonflement des sols argileux est disponible sur le site du BRGM,.
Par ailleurs, afin de mieux appréhender le risque d’affaissement de terrain, l'inventaire national des cavités souterraines permet de localiser celles situées sur la commune.
Concernant les mouvements de terrains, la commune a été reconnue en état de catastrophe naturelle au titre des dommages causés par la sécheresse en 2003 et par des mouvements de terrain en 1999 et 2010.

#### Risques technologiques
Le risque de transport de matières dangereuses sur la commune est lié à sa traversée par une ou des infrastructures routières ou ferroviaires importantes ou la présence d'une canalisation de transport d'hydrocarbures. Un accident se produisant sur de telles infrastructures est susceptible d’avoir des effets graves sur les biens, les personnes ou l'environnement, selon la nature du matériau transporté. Des dispositions d’urbanisme peuvent être préconisées en conséquence.

## Toponymie
Le nom de la commune fait sans doute référence à saint Fridwulf, évêque de Saintes au IXe siècle, ou à Front de Périgueux en raison d'une ancienne dénomination du bourg en Saint-Front.

## Histoire
Ont été découvertes sur la commune des pierres taillées de type Abbevillien et Clactonien (type de taille anglaise) datées d'environ 600000 ans, ainsi que du néolithique.
À l'époque Romaine, le territoire a fait l'objet de l'implantation de quelques villas, un port et un temple.
À l'époque médiévale, une église a été construite, donnant son nom à la paroisse. Le bourg était situé sur le chemin côtier de Saint-Jacques de Compostelle.
Autrefois appelé Saint-Front, le village faisait partie de la seigneurie de Soubise dont les plus importants seigneurs furent les Parthenay-Larchevêque au Moyen Âge et à la Renaissance, puis les Rohan-Soubise à partir de 1575.
Saint-Froult est un ancien village saunier, situé sur la pointe Ouest d'une ancienne presqu'île, en bordure des marais de Brouage et de Moëze.

## Administration

### Région
À la suite de la réforme administrative de 2014 ramenant le nombre de régions de France métropolitaine de 22 à 13, la commune appartient depuis le 1er janvier 2016 à la région Nouvelle-Aquitaine, dont la capitale est Bordeaux. De 1972 au 31 décembre 2015, elle a appartenu à la région Poitou-Charentes, dont le chef-lieu était Poitiers.

### Canton
Depuis le redécoupage cantonal entré en vigueur en 2015, Saint-Froult appartient au canton de Marennes, dans l'arrondissement de Rochefort. Avant cette date, la commune dépendait du canton de Saint-Agnant.

### Intercommunalité
Saint-Froult fait partie de la communauté d'agglomération Rochefort Océan créée le 1er janvier 2014.

### Liste des maires

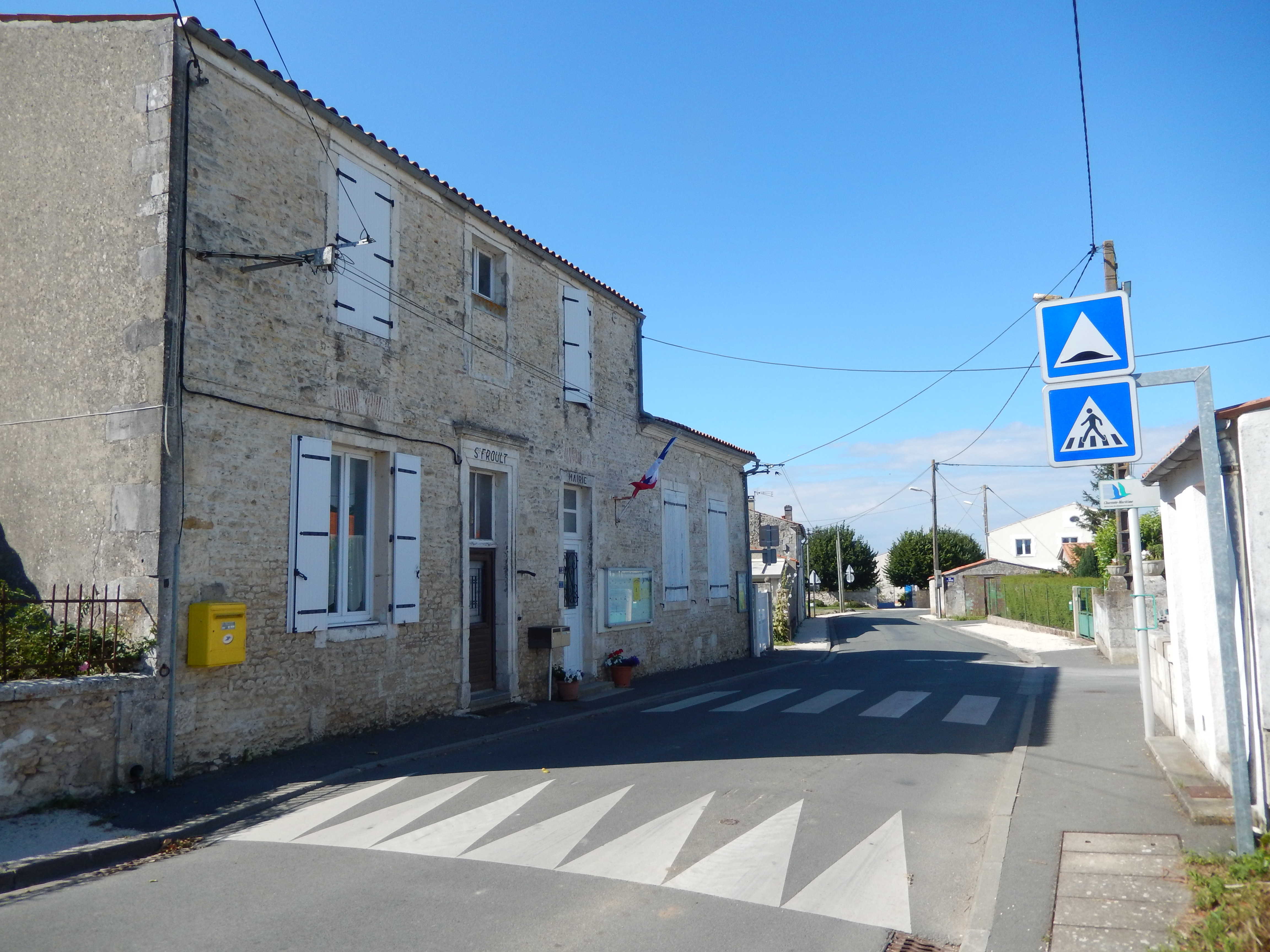
La mairie de Saint-Froult.

| Période                                  | Période  | Identité       | Étiquette | Qualité    |
| ---------------------------------------- | -------- | -------------- | --------- | ---------- |
| 2001                                     | 2008     | Marc Bénard    |           |            |
| 2008                                     | 2014     | Michel Trelaün |           |            |
| 2014                                     | En cours | Simon Villard  |           | Professeur |
| Les données manquantes sont à compléter. |          |                |           |            |

## Démographie
L'évolution du nombre d'habitants est connue à travers les recensements de la population effectués dans la commune depuis 1793. Pour les communes de moins de 10 000 habitants, une enquête de recensement portant sur toute la population est réalisée tous les cinq ans, les populations de référence des années intermédiaires étant quant à elles estimées par interpolation ou extrapolation. Pour la commune, le premier recensement exhaustif entrant dans le cadre du nouveau dispositif a été réalisé en 2005.

En 2022, la commune comptait 390 habitants, en évolution de +14,71 % par rapport à 2016 (Charente-Maritime : +4,04 %, France hors Mayotte : +2,11 %).
| 1793 | 1800 | 1806 | 1821 | 1831 | 1836 | 1841 | 1846 | 1851 |
| ---- | ---- | ---- | ---- | ---- | ---- | ---- | ---- | ---- |
| 468  | 414  | 343  | 379  | 524  | 458  | 420  | 414  | 411  |

| 1856 | 1861 | 1866 | 1872 | 1876 | 1881 | 1886 | 1891 | 1896 |
| ---- | ---- | ---- | ---- | ---- | ---- | ---- | ---- | ---- |
| 373  | 376  | 356  | 302  | 302  | 296  | 247  | 240  | 229  |

| 1901 | 1906 | 1911 | 1921 | 1926 | 1931 | 1936 | 1946 | 1954 |
| ---- | ---- | ---- | ---- | ---- | ---- | ---- | ---- | ---- |
| 234  | 238  | 210  | 190  | 177  | 168  | 185  | 168  | 201  |

| 1962 | 1968 | 1975 | 1982 | 1990 | 1999 | 2005 | 2006 | 2010 |
| ---- | ---- | ---- | ---- | ---- | ---- | ---- | ---- | ---- |
| 212  | 180  | 182  | 227  | 245  | 234  | 259  | 262  | 361  |

| 2015 | 2020 | 2022 | - | - | - | - | - | - |
| ---- | ---- | ---- | - | - | - | - | - | - |
| 344  | 368  | 390  | - | - | - | - | - | - |

## Lieux et monuments
- L'église Saint-Froult, à l'architecture sobre et très simple, située dans le bourg. Plus grande au XIIe siècle, elle possédait un clocher. Mise en ruines par les guerres de religion, elle a été reconstruite et décorée par Hercule-Mériadec de Rohan-Soubise entre 1730 et 1740. Dégradées par le temps, il est possible de voir ses initiales peintes dans le chœur de l'église.
- La réserve naturelle nationale de Moëze-Oléron, constituée de polders accueillant de nombreuses espèces d'oiseaux, et incluant la plage de Plaisance. Un des pôles-nature de Charente-Maritime y est implanté (la Ferme de Plaisance).

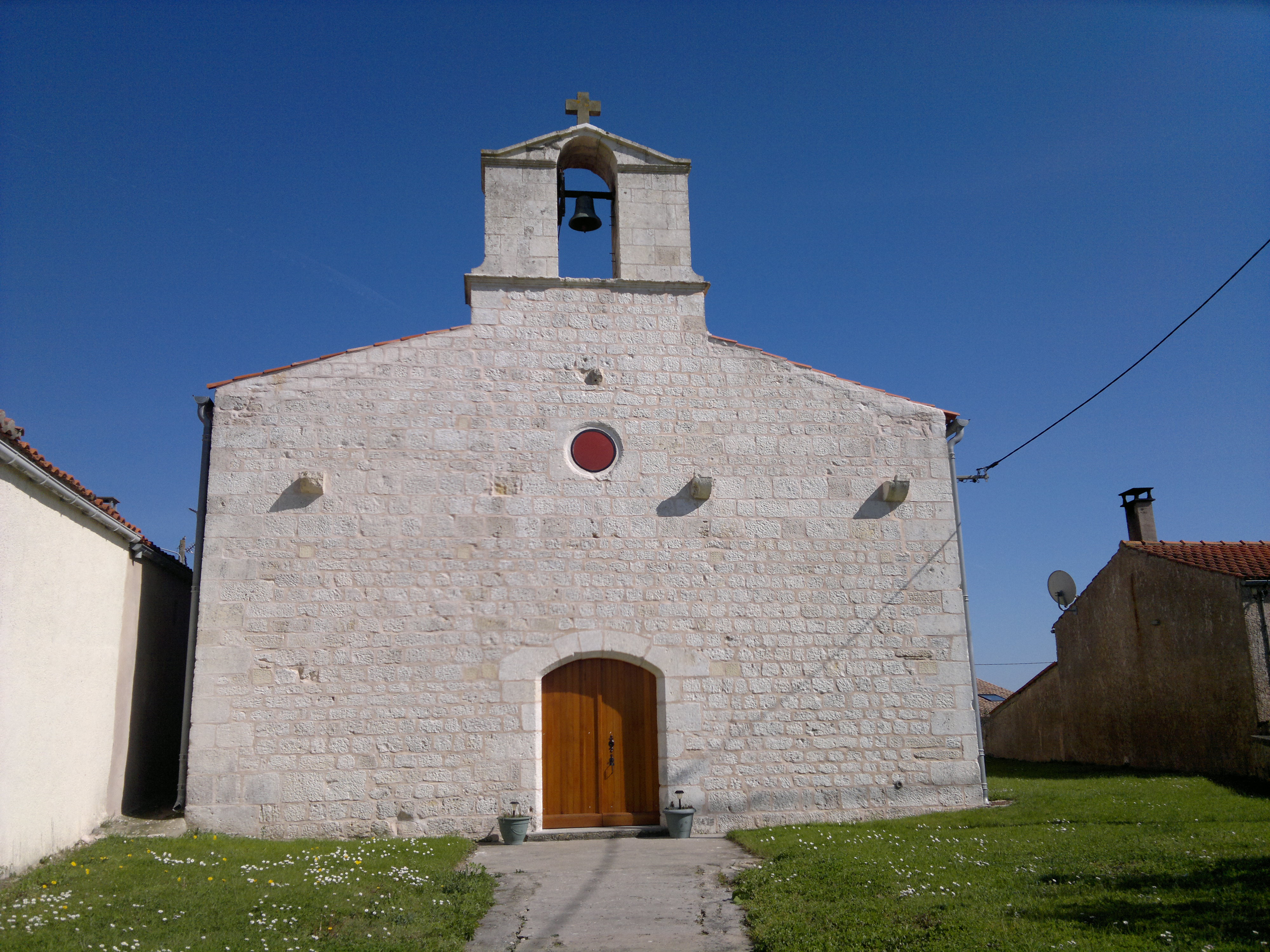
L'église Saint-Froult.
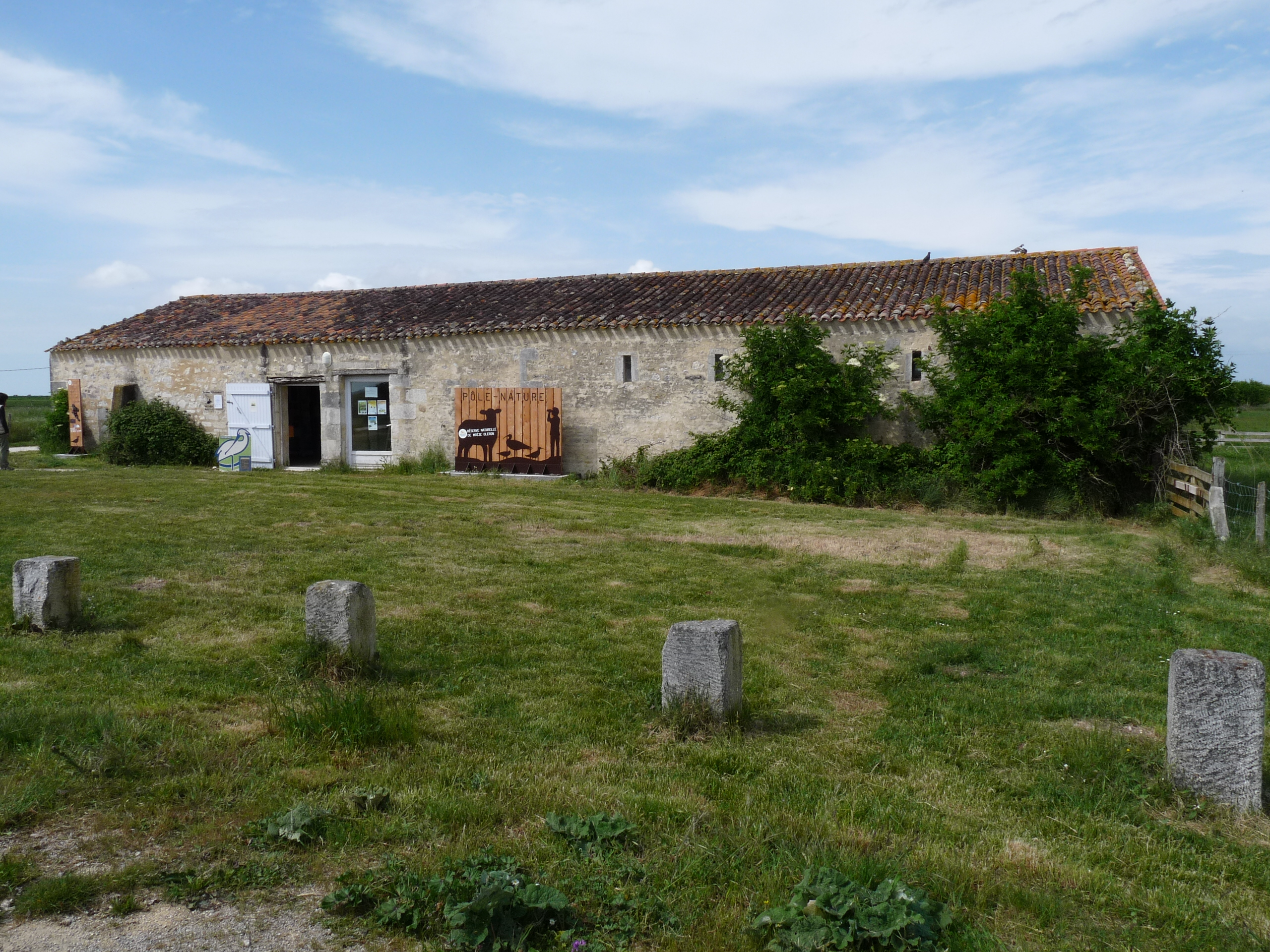
La Ferme de Plaisance.